# Guêpier de Leschenault
Merops leschenaulti
Espèce
Statut de conservation UICN

 LC  : Préoccupation mineure
Le Guêpier de Leschenault (Merops leschenaulti), appelé aussi guêpier à tête rousse, est une espèce d'oiseau appartenant à la famille des Meropidae.
Le nom de cet oiseau commémore le botaniste et ornithologue français Jean-Baptiste Leschenault de La Tour (1773-1826).

## Répartition
Cet oiseau fréquente le pourtour sud de l'Himalaya et de l'Asie du Sud et se trouve dans l'Asie du Sud-Est.

## Description
Le guêpier de Leschenault mesure de 18 à 23 cm de long et pèse de 23 à 33 g.

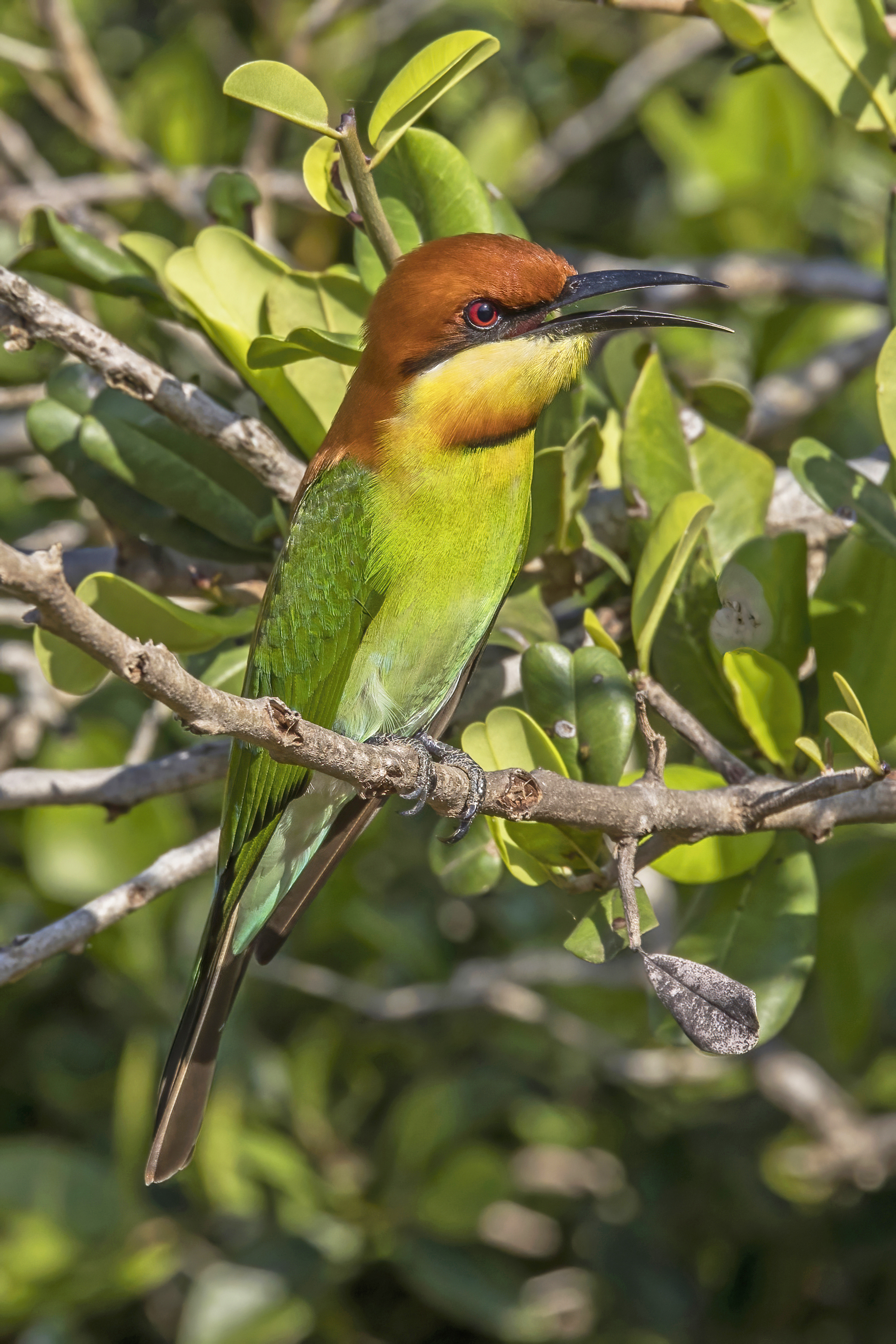
Guêpier de Leschenault dans le parc national de Yala, au Sri Lanka. Février 2022.

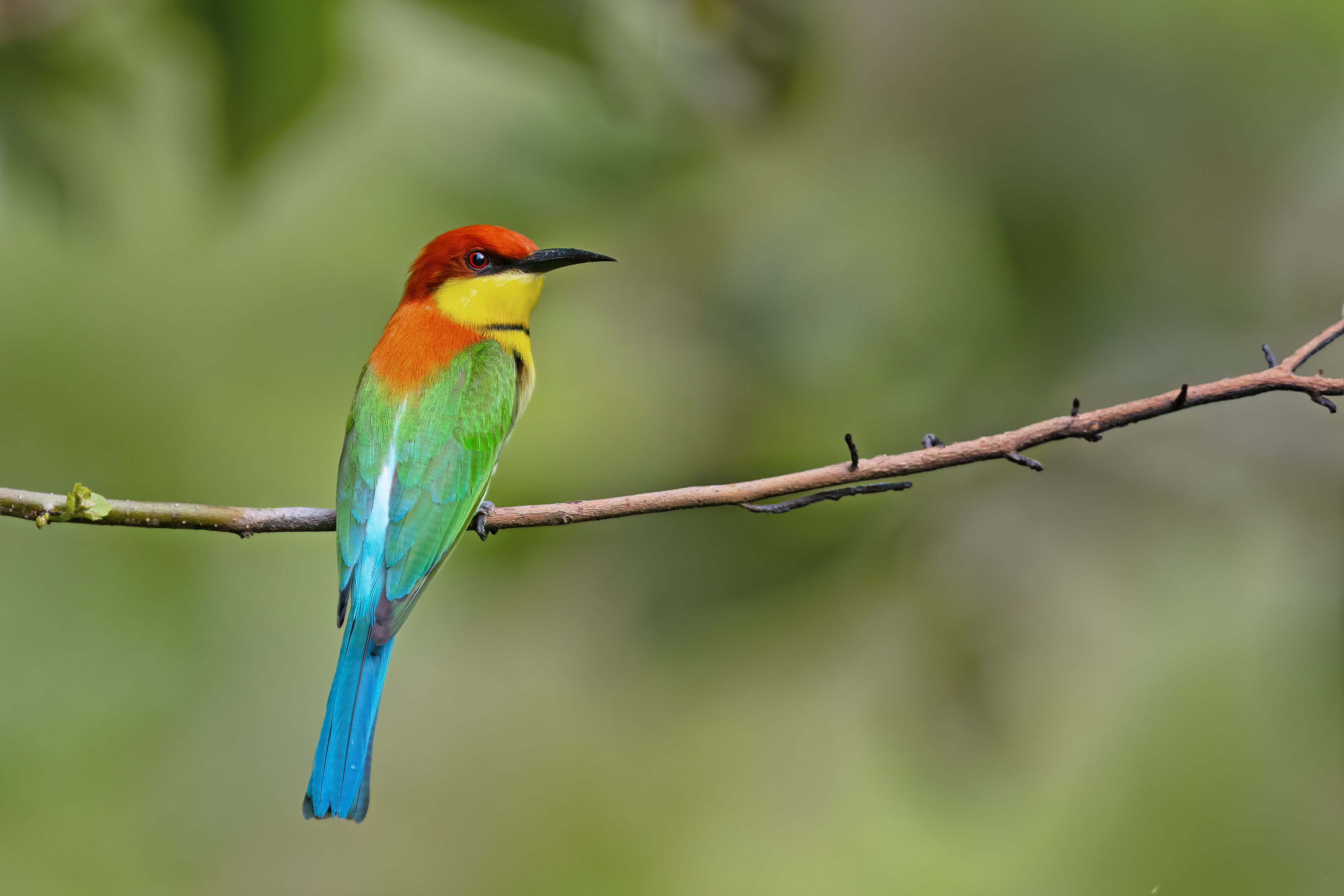
Guêpier de Leschenault dans le parc national de Bali occidental, à Bali. Juin 2023.

## Habitat
C'est un oiseau qui aime les contrées boisées ouvertes : l'association de petits bois et de prairies est importante pour cette espèce.
Il vit dans les collines boisées avec de grandes clairières herbeuses et régulièrement brûlée, dans les vergers, les parcs, les pâturages, les cultures et les plantations.

## Nutrition
Le guêpier de Leschenault est insectivore.
Il se nourrit principalement d'abeilles à miel du genre Apis, de guêpes, de libellules et de papillons, proies qu'il capture après une courte poursuite dans les airs.
Il mange aussi des termites, des fourmis et de sauterelles.

## Reproduction
Le guêpier de Leschenault se reproduit dans des colonies qui regroupent de 10 à 100 nids. 

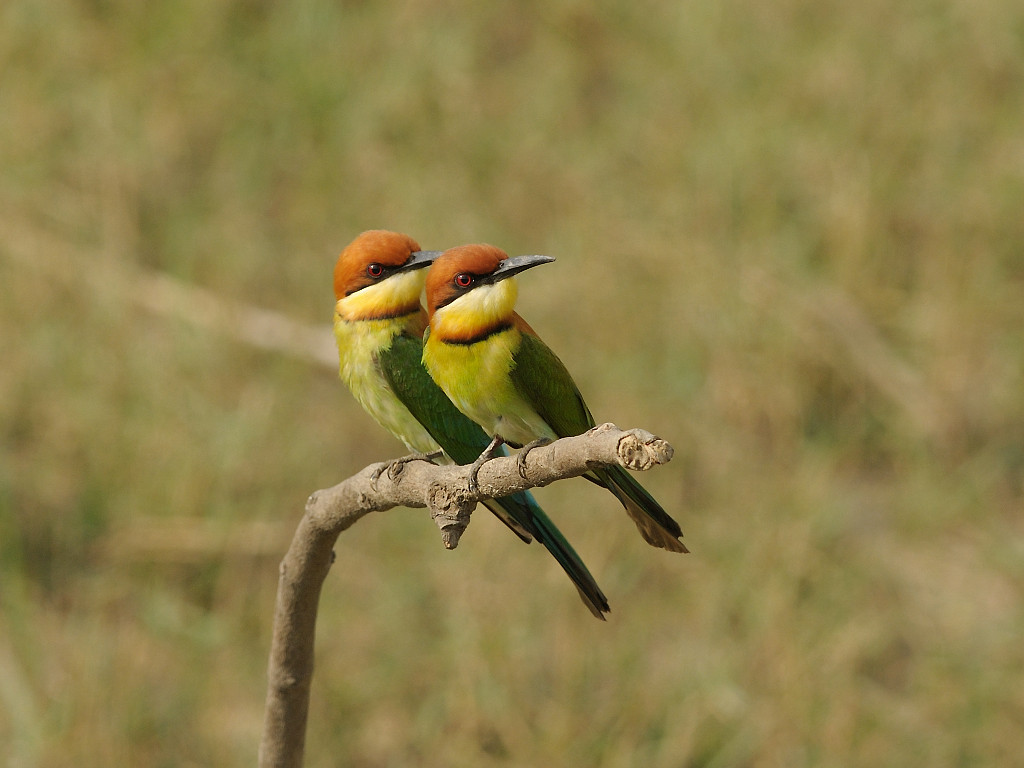
Couple de guêpiers de Leschenault, parc national de Khao Yai, Thaïlande

Les deux parents participent au creusement du terrier qui va servir à abriter la nichée (4 ou 5 œufs). La galerie mesure de 45 cm à 3 mètres de long. 